# Youngwood
Youngwood és una població dels Estats Units a l'estat de Pennsilvània. Segons el cens del 2000 tenia 4.138 habitants.

## Demografia
Segons el cens del 2000, Youngwood tenia 4.138 habitants, 1.506 habitatges, i 891 famílies. La densitat de població era de 868,3 habitants per km².
Dels 1.506 habitatges en un 23,5% hi vivien nens de menys de 18 anys, en un 45,9% hi vivien parelles casades, en un 10,2% dones solteres, i en un 40,8% no eren unitats familiars. En el 36,3% dels habitatges hi vivien persones soles el 14,9% de les quals corresponia a persones de 65 anys o més que vivien soles. El nombre mitjà de persones vivint en cada habitatge era de 2,14 i el nombre mitjà de persones que vivien en cada família era de 2,79.
Per edats la població es repartia de la següent manera: un 14,7% tenia menys de 18 anys, un 8,5% entre 18 i 24, un 38,4% entre 25 i 44, un 21,7% de 45 a 60 i un 16,8% 65 anys o més.
L'edat mediana era de 39 anys. Per cada 100 dones de 18 o més anys hi havia 143,4 homes.
La renda mediana per habitatge era de 32.917$ i la renda mediana per família de 43.942$. Els homes tenien una renda mediana de 32.596$ mentre que les dones 22.429$. La renda per capita de la població era de 17.715$. Entorn del 3,1% de les famílies i el 5,7% de la població estaven per davall del llindar de pobresa.

## Poblacions més properes
El següent diagrama mostra les poblacions més properes.